# پنجور
پنجور یا پنجار یا پنژور (انگلیسی: Pinjore) شهری در ناحیه پانچکولا در ایالت هاریانای هند است. پینجور به‌خاطر «باغ‌های پینجور»، باغ‌های مغولی قرن هفدهم آسیا، شهرت دارد.